# 三日月ラプソディー
「三日月ラプソディー」（みかづきラプソディー）は、日本の音楽デュオ・RYTHEMの7作目のシングル。

## 解説
- MBS・TBS系列『世界ウルルン滞在記』のエンディングテーマ（2005年8月 - 同12月）。
- ライブで、最後に歌われることが多い。

## 収録曲
1. 三日月ラプソディー（作詞・作曲:RYTHEM、編曲:CHOKKAKU）
2. 月のウサギ（作詞・作曲:RYTHEM、編曲:absolute3）
3. 三日月ラプソディ（Instrumental）

## 参加ミュージシャン
RYTHEM
- YUI：Vocal (#1,2)
- YUKA：Vocal (#1,2)

Additional Musician
- CHOKKAKU：Sound Produced & Programming & Instruments (#1,3)
- そうる透：Drums (#1,3)
- 種子田健：Bass (#1,3)
- 西村浩二：Trumpet (#1,3)
- 村田陽一：Trombone (#1,3)
- 山本拓夫：Saxophone (#1,3)
- Our dear friends：Chorus (#1,3)
- 宗岡礼二郎：Guitar (#2)
- 灰野一平：Piano (#2)

## 収録アルバム
- 夢現ファクトリー (#1,2)
- BEST STORY (#1)